# James Brindley Bettington
James Brindley Bettington, britanski general, * 1894, † 1984.